# Mimosa somnians
Mimosa somnians är en ärtväxtart som beskrevs av Carl Ludwig von Willdenow. Mimosa somnians ingår i släktet mimosor, och familjen ärtväxter.

## Underarter
Arten delas in i följande underarter:
- M. s. leptocaulis
- M. s. longipes
- M. s. somnians
- M. s. velascoensis
- M. s. viscida